# Списак места Светске баштине у Еквадору
Организација Уједињених нација за образовање, науку и културу (УНЕСKО) означава места Светске баштине од изузетне универзалне вредности за културну или природну баштину која су номиноване од стране земаља потписница Конвенције о Светској баштини УНЕСКО-а, установљене 1972. године. Културно наслеђе се састоји од споменика (као што су архитектонска дела, монументалне скулптуре или натписи), групе зграда и локалитета (укључујући археолошка налазишта). Природне карактеристике (које се састоје од физичких и биолошких формација), геолошке и физиографске формације (укључујући станишта угрожених врста животиња и биљака) и природни локалитети који су важни са становишта науке, очувања или природне лепоте, дефинишу се као природне наслеђе. Еквадор је ратификовао Конвенцију о светској баштини УНЕСКО-а 16. јуна 1975. године, чиме су њена историјска места постала подобна за укључивање на листу.
Еквадор има пет места на Листи светске баштине и још пет на прелиминарној листи. Прва два места у Еквадору која су уписана на листу били су Галапагоска острва и град Кито, 1978. године. Три места су уписана због својих културних, а два због природних вредности. Једно место је транснационално, Капак Њан, андски путни систем, који се дели са још пет других земаља. Еквадор је два пута био члан Комитета за светску баштину: од 1976. до 1980. и од 1995. до 2001. године.

## Локалитети
УНЕСКО наводи локалитете под десет критеријума; сваки унос мора да испуњава бар један од критеријума. Критеријуми од I до VI су културни, а од VII до X су природни..
| Име места                                         | Фотографија                                                                         | Локација (покрајина)                   | Година уписа | Подаци УНЕСКО-а                  | Опис |
| ------------------------------------------------- | ----------------------------------------------------------------------------------- | -------------------------------------- | ------------ | -------------------------------- | --- |
| Галапагоска острва                                | Panorama with volcanic island and surrounding seas                                  | Галапагос                              | 1978.        | 1bis; vii, viii, ix, x (природа) | Архипелаг обухвата 19 вулканских острва (на фотографији острво Бартоломе) на око 1.000 km од обале Јужне Америке у Пацифику. Због изузетне изолованости и истовремено укрштања три океанске струје, на острвима су се развили јединствени биљни и животињски свет. Међу животињама се налазе морска игуана, галапагоска корњача, галапагошки пингвин и бројне врсте зеба. Управо су необичне животиње инспирисале Чарлса Дарвина, који је посетио острва 1835. године, да развије своју теорију еволуције. Вулкански процеси непрестано мењају острва. Знатна измена граница подручја извршена је 2001. године. |
| Град Кито                                         | A church with two bell towers and a staircase leading to the entrance in dark stone | Пичинча                                | 1978.        | 2; ii, iv (култура)              | Кито су основали Шпанци 1534. године на рушевинама насеља Инка. Колонијални центар града најбоље је очуван и најмање измењен у Латинској Америци. Архитектонски, зграде су грађене у мешавини европског и домородачког стила, прилагођене суровим условима у Андима на надморској висини од 2.818 m. Барокна Кито школа дала је бројне цркве, укључујући Базилику и самостан Светог Франциска (на фотографији ), цркву Ла Компањија и цркву Светог Доминика, заједно са унутрашњим уметничким делима. |
| Национални парк Сангаи                            | Snow-covered volcanic peak above green forests                                      | Чимборасо, Морона-Сантијаго, Тунгурава | 1983.        | 260; vii, viii, ix, x (природа)  | Национални парк обухвата неколико различитих екосистема, од тропских кишних шума на нижим надморским висинама до глечера у планинама, као и облачне шуме, травнате површи и мочваре. Активни стратовулкани Сангаи (један од најактивнијих вулкана на свету, на слици) и Тунгурауа непрестано преобликују предео. Подручје је удаљено и станиште је бројних ендемских биљних и животињских врста. Важне врсте које живе у парку укључују угроженог планинског тапира, јужноамеричког тапира, андинског кондора, џиновског мравоједа и јагуара.                                                                   |
| Историјски центар Санта Ана де лос Риос де Куенка | A church building with three towers with domes                                      | Азуај                                  | 1999.        | 863; ii, iv, v (култура)         | Град су основали Шпанци 1557. године. Служио је као тачка укрштања шпанске и домородачке популације. Првобитни распоред улица у облику решетке, заснован на ренесансним идејама урбанистичког планирања, очуван је до данас, иако већина грађевина потиче из каснијих периода, нарочито из XVIII и XIX века, када је град модернизован. Међу значајним грађевинама налазе се Стара катедрала, Нова катедрала (на фотографији), самостан кармелићанки и црква Светог Доминика. |
| Капак Њан, андски путни систем*                   | Paved path in the mountains                                                         | неколико места                         | 2014.        | 1459; ii, iii, iv, vi (култура)  | Капак Њан је обиман претинкански и инкански путни систем који се протеже више од 30.000 km преко Анда. Путеви повезују високе планинске врхове са прашумама, обалама, долинама и пустињама. Систем путева је представљао животну жицу Царства Инка, омогућавајући транспорт и размену добара, као и кретање гласника, путника, па чак и војске. Подручје обухвата 273 компоненте са структурама као што су путеви, мостови, јаркови и пратећа инфраструктура, од којих се 23 налазе у Еквадору. Локација је заједничка са Аргентином (део на фотографији), Боливијом, Чилеом, Колумбијом и Перуом.              |